# Alessandro Piccinini
Pour les articles homonymes, voir Piccinini.
Alessandro Piccinini, né le 30 décembre 1566 à Bologne et mort dans sa ville natale en 1638, est un luthiste, théorbiste et compositeur italien de la fin du XVIe et du début du XVIIe siècle.

## Biographie
Né à Bologne, Alessandro Piccinini apprend le luth avec son père, Leonardo Maria Piccinini, comme ses frères, Girolamo (mort en 1615) et Filippo (mort en 1648).
Il fut d'abord au service de la cour de Mantoue (1582) avant de se mettre avec sa famille au service de la cour d'Este à Ferrare (entre 1582 et 1597). Il revint ensuite à Bologne au service du cardinal de Bologne et Ferrara Pietro Aldobrandini.
Alessandro Piccinini meurt en 1638 à Bologne.

## Œuvres
Alessandro Piccinini a écrit deux recueils de pièces pour luth et théorbe : Intavolatura di Liuto et di Chitarrone, libro primo nel quale si contengano dell’uno, & dell’altro stromento arie, baletti, correnti, gagliarde, canzoni, & ricercate musicali, & altre à dui, e trè liuti concertati insieme; et una inscrittione d’avertimenti, che insegna la maniera, & il modo di ben sonare con facilità i sudetti stromenti (Bologne, 1632) et Intavolaturo di Liuto, nel quale si contengono toccate, ricercate musicali, corrente, gagliarde, chiaccone, e passacagli alla vera spagnola, un bergamasco, con varie partite, una battaglia, & altri capricci (Bologne, 1639), le second édité après sa mort par son fils Leonardo Maria Piccinini.
Alessandro Piccinini a écrit surtout des toccatas, courantes et gaillardes, ainsi que différentes sortes de variations. Aucune autre œuvre de Piccinini n'est connue.

## Discographie
- Intavolature di liuto et di chitarrone : libro primo [1623] - Luciano Còntini, luth et chitarrone (29-30 mai/4-5 juillet 1988, Tactus / Brilliant Classics) (OCLC 913974527 et 191702794)
- Intavolatura di liuto : libro primo - Paul Beier, luth (1992, Nuvo Era) (OCLC 949984906)
- Intavolatura di liuto et di chitarrone : libro primo - Nigel North, luth et chitarrone (23-27 mai 1994, Arcana) (OCLC 34081815)
- Il concerto dei fratelli - Christina Pluhar, théorbe et harpe baroque ; Matthias Spaeter, archiluth et chitarrone ; avec Jean-Marc Aymes, clavecin ; Sylvie Moquet, viole de gambe ; Paulina van Laarhoven, lirone (février 1996, L'empreinte digitale) (OCLC 37570378)
- Intavolatura di liuto : libro secondo [1639] - Francesca Torelli (23-26 juin 1999, Tactus / Brilliant Classics) (OCLC 795934995 et 191702794)
- Qui comincia la intavolatura di chitarrone - Les Libertins : Pascal Monteilhet, théorbe ; Monica Pustilnik, guitare renaissance ; Jean-Marc Aymes, orgue (9-15 juin 2003, Zig-Zag Territoires) (OCLC 217154214)
- Œuvres pour théorbe et Caccini (Nuovo Musiche) - Johannette Zomer, soprano et Fred Jacobs, théorbe (novembre 2004, Channel Classics CSSSA 21305)
- Œuvres pour archiluth - Rosario Conte, archiluth (24-27 août 2011, Carpe Diem) (OCLC 768802525)
- Musique pour luth - Mónica Pustilnik, archiluth (20-22 septembre 2013, Accent)